# 建多乎利命
建多乎利命（たけたおりのみこと、生没年不詳）は、古代日本の豪族・尾張氏（尾張国造）の人物。竹田連、笛連、若犬甘連の遠祖。

## 概要
武田折命とも表記される。
『先代旧事本紀』「天孫本紀」に笛連（笛吹連）、若犬甘連の祖とある。
『新撰姓氏録』では景行天皇の時代に賜田に田植えをすると一晩で菌がその田に生えたため、天皇から菌田連の姓を賜り、その後改めて湯母竹田連としたと伝わる。
『丹哥府志』には子に笛連王の名を挙げ、笛吹連の後裔とされる持田氏が社家を世襲した葛木坐火雷神社では櫂子の父親と伝わる。